# Wolfskuhle (Ronsdorf)
Wolfskuhle ist eine Ortslage in der bergischen Großstadt Wuppertal. Die Ortslage ist aus einem mittelalterlichen Hof hervorgegangen.

## Lage und Beschreibung
Die Ortslage befindet sich auf 344 m ü. NHN in dem Bereich der heutigen Straßen Kurfürstenstraße, Parkstraße (Landesstraße 419) und Zur Wolfskuhle im Wohnquartier Ronsdorf-Mitte/Nord des Stadtbezirks Ronsdorf. Wolfskuhle ist der höchste Punkt der ehemaligen Stadt Ronsdorf. Als eigenständiger Siedlungsplatz ist Wolfskuhle heute nicht mehr wahrnehmbar, die Hofstelle wird von der heutigen Wohnbebauung und der Trasse des Landesstraße 419 eingenommen.

## Etymologie und Geschichte
Der Name Wolfskuhle weist auf das Vorhandensein einer gleichnamigen Fangeinrichtung für Wölfe hin, eine Wolfskuhle.
Wolfskuhle wurde erstmals im Jahr 1352 urkundlich erwähnt. Es lag im Kirchspiel Lüttringhausen des bergischen Amtes Beyenburg. Später gehörte es nach dessen Gründung dem Kirchspiel Ronsdorf an. An Wolfskuhle führte im Spätmittelalter und der frühen Neuzeit die Elberfelder Linie der bergischen Landwehr vorbei.
Wolfskuhle lag in der frühen Neuzeit an einem Kohlenweg von Barmen nach Ronsdorf.
1902 bis 1903 wurde in Wolfskuhle von der Stadt Ronsdorf (1929 mit anderen Städten zu Wuppertal vereinigt) zur Trinkwasserversorgung ein Wasserturm errichtet, in dem das Wasser der Ronsdorfer Talsperre hinaufgepumpt wurde. Nördlich an die Ortslage angrenzend wurde 1936 im Rahmen der nationalsozialistischen Aufrüstung die Diedenhofen-Kaserne erbaut. Eine Villa (Villa Braus) bei Wolfskuhle wurde als Offizierskasino in die Kaserne integriert.
Der Wasserturm und auch eine bekannte Gaststätte „Die Wolfskuhle“, die vermutlich schon auf die Zeit vor dem 19. Jahrhundert datierte, wurden bei den Luftangriffen auf Wuppertal zerstört und wurden anschließend abgetragen. Mit dem Bau der Landesstraße 419 erfuhr die Ortslage eine weitere größere Umgestaltung.
Durch Wolfskuhle führte bis zu ihrer Stilllegung die Waldstrecke der Ronsdorf-Müngstener Eisenbahn.
Der Journalist und Heimatschriftsteller Engelbert Wüster wurde in Wolfskuhle geboren.